# Kinderrechte

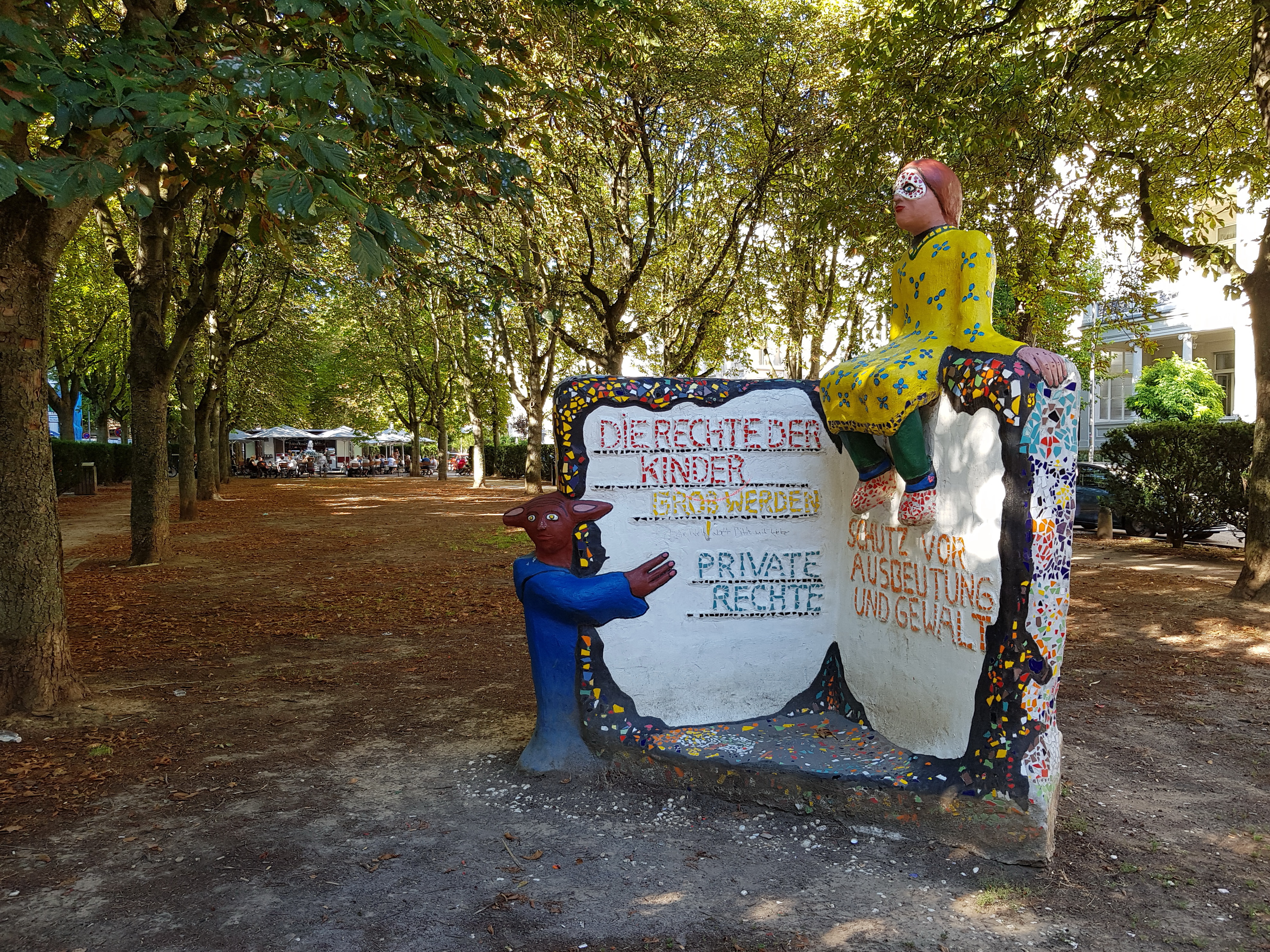
Kinderrechte-Denkmal am
Platz der Kinderrechte in Wiesbaden.

Als Kinderrechte werden Rechte von Kindern und Jugendlichen bezeichnet. Weltweit festgeschrieben sind sie in der UN-Kinderrechtskonvention (im Folgenden UN-KRK), die am 20. November 1989 von der Generalversammlung der Vereinten Nationen verabschiedet und heute von den meisten Staaten der Erde ratifiziert worden ist, woraus sich eine universelle Verbindlichkeit der Kinderrechte ableiten lässt. Dieser Beschluss war das Ergebnis eines jahrzehntelangen Prozesses nach dem Zweiten Weltkrieg, an dessen Anfang die Allgemeine Erklärung der Menschenrechte im Jahr 1948 stand. Darüber hinaus hat auch das Haager Minderjährigenschutzabkommen Bedeutung.
Deutsche Kinder- und Jugendlichenrechte im engeren Sinn sind Positionen, wie sie auch im SGB VIII, im JGG, im Familienrechtabschnitt des BGB, in Landesschulgesetzen und z. B. sehr deutlich im Gesetz über die religiöse Kindererziehung (KErzG) – dort allerdings erst ab einem gewissen Alter – festgehalten werden.

## Grundlegende Kinderrechte
In der UN-KRK werden alle Personen unter 18 Jahren als Kinder definiert und es wird bekräftigt, dass allen Kindern alle Menschenrechte zustehen. Insgesamt beinhaltet die Konvention 54 Kinderrechtsartikel sowie das Zusatzprotokoll zur Beteiligung von Kindern an bewaffneten Konflikten, das Zusatzprotokoll gegen den Verkauf und die sexuelle Ausbeutung von Kindern und das Zusatzprotokoll zum Individualbeschwerdeverfahren. In vielen Punkten ähneln diese Artikel den Grundrechtskatalogen westlicher Prägung. So werden darin etwa Meinungs-, Religions- und Informationsfreiheit thematisiert.
Den Kinderrechten in der UN-KRK liegen vier zentrale Grundprinzipien zugrunde, die der „UN-Ausschuss für die Rechte des Kindes“ in Genf als „Allgemeine Prinzipien“ (general principles) definiert hat. Diese allgemeinen Prinzipien finden sich in den Artikeln 2, 3, 6 und 12.
- Nichtdiskriminierung (Artikel 2): Alle Rechte gelten ausnahmslos für alle Kinder. Der Staat ist verpflichtet, Kinder und Jugendliche vor jeder Form der Diskriminierung zu schützen. Die Aufhebung von Diskriminierung steht besonders im Vordergrund, da bereits in der Präambel explizit die Gleichbehandlung aller Menschen von Geburt an hervorgehoben wird.
- Vorrang des Kindeswohls (Artikel 3): Das Generalprinzip der Orientierung am Kindeswohl verlangt, dass bei allen Gesetzgebungs-, Verwaltungs- und sonstigen Maßnahmen öffentlicher oder privater Einrichtungen das Wohlergehen des Kindes vordringlich zu berücksichtigen ist.
- Entwicklung (Artikel 6): Das Grundprinzip sichert das Recht jedes Kindes auf Leben, Überleben und Entwicklung.
- Berücksichtigung der Meinung des Kindes (Artikel 12): Kinder haben das Recht, in allen Angelegenheiten, die sie betreffen, unmittelbar oder durch einen Vertreter gehört zu werden. Die Meinung des Kindes muss angemessen und entsprechend seinem Alter und seiner Reife berücksichtigt werden.[1]

Darüber hinaus finden sich zahlreiche weitere Rechte von Kindern, die sich in Schutz-, Förder- und Beteiligungsrechte unterscheiden lassen.
- Schutzrechte (Protection): Rechte auf Schutz der Identität, der Privatsphäre, Schutz vor Trennung von den Eltern gegen den Willen des Kindes (insofern dies nicht dem Schutz des kindlichen Wohlbefindens entgegensteht), Schutz vor Schädigung durch Medien, vor Gewaltanwendung, Misshandlung oder Vernachlässigung, vor wirtschaftlicher Ausbeutung, vor Suchtstoffen, vor sexuellem Missbrauch, vor Entführung, Schutz von Kinderflüchtlingen und Minderheiten, Schutz bei bewaffneten Konflikten, Schutz in Strafverfahren und Verbot der lebenslangen Freiheitsstrafe
- Förderrechte (Provision): Recht auf Leben und Entwicklung, auf Familienzusammenführung, auf Versammlungsfreiheit, Recht auf beide Eltern, auf Förderung bei Behinderung, auf Gesundheitsvorsorge, auf angemessenen Lebensstandard, auf Bildung, auf kulturelle Entfaltung, auf Ruhe, Freizeit, Spiel und Entfaltung, auf Integration geschädigter Kinder, Zugang zu Medien
- Beteiligungsrechte (Participation): Recht auf freie Meinungsäußerung, auf Informationsbeschaffung und -weitergabe sowie Recht auf Nutzung kindgerechter Medien

## Geschichte der Kinderrechte
Bis in die Neuzeit hinein wurden Kinder jahrtausendelang von Geburt an zu den Besitztümern der Eltern gezählt. Insofern hatten die Kinder keine spezifischen Freiräume, in denen sie sich zu eigenständigen Individuen entwickeln konnten. Sie waren in ihrem Lebensweg (Schule, Ausbildung, Beruf) ausschließlich von den Wünschen ihrer Eltern abhängig und mussten sich dem Familienoberhaupt bedingungslos unterordnen. Beispielsweise hatte der pater familias im alten Rom das uneingeschränkte Recht, über Leben oder Tod seines neugeborenen Kindes zu entscheiden (ius vitae et necis).

### Frühmoderne
Erst mit der Aufklärung hat sich das Bild der Kindheit als eigenständiger Lebensabschnitt, wie wir sie heute sehen, gebildet. Die Erklärung der Menschen- und Bürgerrechte der französischen Revolution (Déclaration des droits de l'homme et du citoyen, 1789) besagt in Artikel 1: „Die Menschen werden frei und gleich an Rechten geboren und bleiben es.“ Dabei folgen aus der expliziten Nennung der ganzen Lebensspanne als Grundlage der Rechte noch keine besonderen Überlegungen in Bezug auf Kinder. In der Folge gab es jedoch erste Verbesserungen, insbesondere hinsichtlich des Arbeitsschutzes von und der Gewaltanwendung gegenüber Kindern: So wurden in Großbritannien 1833 die Fabrikarbeit für Kinder unter neun Jahren verboten. 1896 setzte das Bürgerliche Gesetz in Deutschland „grobe Misshandlung und unangemessene Züchtigung“ durch Eltern, aber auch durch andere Bezugspersonen, wie bspw. Lehrer und Heimerzieher unter Strafe. 1899 wurden in den Vereinigten Staaten erstmals eigene Gerichte für Jugendliche institutionalisiert. Zuvor waren Kinder vor Gericht wie Erwachsene behandelt worden. Die Kindheit als schützenswerter Lebensabschnitt und mit besonderen Bedürfnissen war geboren.
Diese Entwicklungen führten zu immer expliziteren Formulierungen von kindlichen Bedürfnissen und Forderungen nach einer stärkeren rechtlichen Trennung zwischen Jugend- und Erwachsenenstrafrecht. In der gleichen Zeit brachte aber besonders die Entfremdung durch die Arbeit und die Entwicklung der modernen Kleinfamilie eine Vielzahl von Problemen für die Kinder und ihre Versorgung mit sich (wie beispielsweise die Vernachlässigung von Kleinkindern in der Arbeitszeit). Die ersten Formen der Fürsorgeerziehung und des Jugendschutzes sind vor allem als Repressionsmaßnahmen zu verstehen.

### Erste Hälfte des 20. Jahrhunderts

#### Die Genfer Erklärung
Mit Beginn des 20. Jahrhunderts und der damit verbundenen Industrialisierung sowie der Einführung der Schulpflicht gewann die Kinderrechtsbewegung zunehmend an Gewicht. So rief die schwedische Reformpädagogin und Frauenrechtlerin Ellen Key das 20. Jahrhundert zum Jahrhundert des Kindes aus. Aufgerüttelt durch das massenhafte Elend der Flüchtlingskinder nach dem Ersten Weltkrieg gründete die englische Grundschullehrerin Eglantyne Jebb das britische Komitee Save the Children. Überzeugt von der Notwendigkeit für die Interessen des Kindes einzutreten, entwarf sie ein Fünf-Punkte-Programm. Diese Children’s Charter ließ sie dem Völkerbund in Genf 1923 mit folgenden Worten zukommen: „Ich bin davon überzeugt, dass wir auf bestimmte Rechte der Kinder Anspruch erheben und für die allumfassende Anerkennung dieser Rechte arbeiten sollten.“ Die Charta wurde am 26. September 1924 von der Generalversammlung des Völkerbundes verabschiedet. Besser bekannt als Genfer Erklärung, sollte sie vor allem die Versorgung und den Schutz von Kindern in der Zwischenkriegszeit gewährleisten. Darüber hinaus enthielt sie grundlegende Rechte der Kinder in Bezug auf ihr Wohlergehen. Allerdings besaß sie keinen rechtsverbindlichen Charakter. Mit der Auflösung des Völkerbundes 1946 verlor sie zudem ihre Grundlage.

#### Janusz Korczak
Anfang der 1920er Jahre schrieb der polnische Kinderarzt und Pädagoge Janusz Korczak in seiner „Magna Charta Libertatis“ das Recht der Kinder auf eine uneingeschränkte Achtung ihrer Persönlichkeit als Grundlage sämtlicher Kinderrechte. Er war mit seiner Anschauung, dass Kinder den Erwachsenen gleichwertig und mit Respekt zu behandelnde Menschen sind, seiner Zeit weit voraus und forderte umfassende Beteiligungsrechte für Kinder.

### Nachkriegszeit

#### Die Erklärung der Rechte des Kindes
Unmittelbar nach dem Zweiten Weltkrieg wurden die Vereinten Nationen zum Nachfolger des Völkerbundes. In der Folge bildeten sich zahlreiche Nebenorgane und Sonderorganisationen der UN heraus, die sich den weltweit stellenden Herausforderungen annehmen sollten. So wurde 1945 die UNESCO gegründet, die unter anderem für die Sicherung eines Grundrechts auf Bildung eintritt. 1946 wurde UNICEF, das Kinderhilfswerk der UN zur Unterstützung der vom Zweiten Weltkrieg betroffenen Kinder gegründet. In der Allgemeinen Erklärung der Menschenrechte der UN-Generalversammlung von 1948 wird das Recht der Familie auf Unterstützung (Artikel 25) sowie das Recht auf Bildung (Artikel 26) zugesichert.
Seit 1953 ist UNICEF fester Bestandteil der UN und konzentriert sich auf die Hilfe für in Not lebende Kinder. Hierbei gilt das Prinzip, dass die Bedürfnisse der Kinder wichtiger sind, als jeglicher internationaler Konflikt. Mit der Gründung der UN wurde aber gleichzeitig die Erklärung der Kinderrechte von 1924 (Genfer Erklärung) aufgehoben. Aus der Absicht, die Genfer Erklärung mit wenigen Anpassungen von der UN anerkennen zu lassen, wurde nach mehrjährigen Vorarbeiten am 29. November 1959 die Erklärung der Rechte des Kindes von der Vollversammlung der Vereinten Nationen verabschiedet. Erstmals in der Geschichte der Kinderrechte wurde hier das Kind als eigenständiger Rechtsträger bezeichnet sowie der Begriff des Kindeswohls eingeführt. Trotz allem aber blieb auch die Erklärung der Rechte des Kindes ohne rechtliche Bindung, obwohl diese einstimmig verabschiedet wurde. Ebenfalls im Jahr 1959 wurde in der Schweiz „terre des hommes“ zur Hilfe für in Not lebender Kinder gegründet – eine deutsche Sektion gründete sich 1967. Für UNICEF steht seit den 1960er Jahren nicht mehr der Kinderschutz im Fokus der Arbeit, sondern vielmehr das kindliche Wohlergehen sowie die Bekämpfung von Kinderarmut.

#### Die Konvention über die Rechte des Kindes
Im Rahmen des internationalen Jahres des Kindes, 1979 zum 20. Jahrestag der „Erklärung der Rechte des Kindes“ durch die Vereinten Nationen ausgerufen, unterbreitete Polen den Vorschlag, die Erklärung von 1959 in einen völkerrechtlich bindenden Vertrag umzuwandeln. Am 20. November 1989, 30 Jahre nach der Erklärung der Rechte, verabschiedete die UN die internationale Kinderrechtskonvention, die erstmals einen rechtsverbindlichen Charakter hatte. Sie trat am 2. November 1990 in Kraft. Der 20. November ist seitdem der Internationale Tag der Kinderrechte. „Das Übereinkommen ist insofern einmalig, als es die bisher größte Bandbreite fundamentaler Menschenrechte – ökonomische, soziale, kulturelle, zivile und politische – in einem einzigen Vertragswerk zusammenbindet“.
Als charakteristisches Merkmal dieser Zeit ist ein Perspektivenwechsel vom Schutzgedanken hin zum kindlichen Wohlbefinden (und die Bekämpfung von Kinderarmut) zu konstatieren – gemäß der UN-KRK vom November 1989. Das Konzept des Kindeswohls unterscheidet sich in seinem Wirkungsgrad entscheidend von seinen Vorgängerideen, wie dem des Kinderschutzes oder dem der Kinderwohlfahrt, da dem Kind darin erstmals eigene Rechte zugestanden werden, die mit den Rechten erwachsener Personen vergleichbar sind. Kindeswohl ist ein bewusst breit angelegter Begriff, der je nach Fachdisziplin anders definiert wird, sodass die Messung kindlichen Wohlbefindens variiert.

### Gegenwart

#### Weltkindergipfel
Zeitgleich mit dem Inkrafttreten der Kinderrechtskonvention fand 1990 in New York der erste Weltkindergipfel statt. Dort wurde ein Programm für das Überleben, den Schutz und die Entwicklung von Kindern, insbesondere in Entwicklungsländern, verabschiedet. Der zweite Weltkindergipfel fand 2002 statt. Auf dieser zweiten Konferenz wurde unter dem Titel „A World fit for Children“ ein Abschlussdokument verabschiedet, das weltweit die Lebenssituation der Kinder verbessern soll. Neben Vertretern von mehr als 180 Staaten, wurden zum aller ersten Mal auch Kinder und Jugendliche in der Vollversammlung der UN angehört.

#### Zusatzprotokolle
In der Folge ist die Kinderrechtskonvention noch durch drei Zusatzprotokolle konkretisiert und ausgeweitet worden. Das erste Zusatzprotokoll zur Kinderrechtskonvention zu Kindern in bewaffneten Konflikten besagt, dass Minderjährige nicht zwangsweise zum Militärdienst eingezogen werden dürfen. Das zweite Zusatzprotokoll zum Verkauf von Kindern, Kinderprostitution und Kinderpornographie fordert die Staaten ausdrücklich dazu auf, Kinderprostitution als Verbrechen zu verfolgen und unter Strafe zu stellen. Das dritte Fakultativprotokoll zur Individualbeschwerde sieht einen Mechanismus für Individualbeschwerden vor. Kinder können sich bei Rechtsverletzungen an den Ausschuss für die Rechte des Kindes der Vereinten Nationen in Genf wenden, um ihre Rechte geltend zu machen. Dieser Schritt untermauert zugleich, dass die Kinderrechtskonvention individuelle Rechte des Kindes beinhaltet, die innerstaatlich von Behörden und Gerichten zu beachten seien. Das dritte Fakultativprotokoll wurde bis zum Januar 2014 von 45 Staaten unterzeichnet und von den notwendigen zehn Staaten ratifiziert. Damit trat es am 14. April 2014 in Kraft. Deutschland hat es am 28. Februar 2012 ratifiziert.

#### Ausschuss über die Rechte des Kindes der Vereinten Nationen
Der Ausschuss über die Rechte des Kindes der Vereinten Nationen (VN-Kinderrechtsausschuss / Committee on the Rights of the Child) ist ein Gremium unabhängiger Sachverständiger, das die Umsetzung der Kinderrechtskonvention in den einzelnen Ländern überwacht und darüber berichtet. Der Ausschuss verfasst regelmäßig sogenannte «General Comments», Allgemeine Bemerkungen, zu verschiedenen Bestimmungen und Themenbereichen der Konvention. Er trägt damit dazu bei, die Artikel der Kinderrechtskonvention der Vereinten Nationen auf der Grundlage der Rechtsentwicklung und Praxiserfahrung zu interpretieren. «General Comments» haben die Qualität von Rechtsgutachten und bieten den Vertragsstaaten und deren Organen konkrete Unterstützung bei der Interpretation und Umsetzung der Kinderrechtskonvention. Laut dem 3. Zusatzprotokoll zur Konvention können beim Kinderrechtsausschuss auch Individualbeschwerden über Verstöße gegen Kinderrechte eingereicht werden.

## Umsetzung der Konvention über die Rechte des Kindes
Die Kinderrechtskonvention ist von allen Staaten der Welt – mit Ausnahme der USA – ratifiziert worden. Zuletzt haben sie im Oktober 2015 Somalia und der Südsudan ratifiziert. Somit gilt sie für knapp zwei Milliarden Kinder und kann durchaus als eines der erfolgreichsten Menschenrechtsdokumente bezeichnet werden. Allerdings gibt es in den Ländern, trotz der rechtlichen Festschreibung, bis heute sehr unterschiedliche Fortschritte in der Umsetzung und Kontrolle. Aufgedeckte Mängel sind bisher weitestgehend ohne rechtliche Folgen geblieben. Verschiedene Organisationen bemängeln, dass fast 20 Jahre nach der Ratifizierung der Grad der Kinderbeteiligung faktisch äußerst niedrig ist, wenn es um die Erfüllung der ihnen zugesprochenen Rechte geht – obwohl sie laut UN-KRK „in alle sie betreffenden Angelegenheiten“ einbezogen werden sollen.
Die Einführung eines Individualbeschwerderechtes für Kinder vor dem internationalen Gerichtshof ist eine Möglichkeit, um Verstöße gegen die UN-KRK effektiver zu ahnden.
Im Prinzip soll die Einhaltung der Kinderrechte durch ein spezielles „Monitoring“ gewährleistet werden. Als Grundlage dafür dienen einerseits die obligatorischen Berichte zur Umsetzung der Konvention in den beteiligten Staaten, welche diese alle fünf Jahre dem „UN-Ausschuss für die Rechte des Kindes“ (Kinderrechtsausschuss) vorlegen müssen. Der erste Staatenbericht wurde zwei Jahre nach Inkrafttreten der UN-KRK fällig. Andererseits werden vom UN-Ausschuss neben den jeweiligen Regierungen der Länder auch zivilgesellschaftliche Institutionen gehört. In vielen Ländern wacht zu diesem Zweck eine „National Coalition“, also ein Bündnis aus mehreren Kinderrechtsorganisationen, über die Einhaltung der staatlichen Verpflichtungen. In Deutschland ist dies die National Coalition Deutschland.
Nach Angaben von terre des hommes wurden seit der Verabschiedung 1989 durchaus einige Fortschritte erzielt: Nationale Aktionspläne zur Umsetzung der Konvention entstanden; die Kindersterblichkeit ist weltweit gesunken. Die Einschulungsrate von Jungen und Mädchen hat sich auf 85 Prozent erhöht (2006). Die weibliche Genitalverstümmelung ist fast überall gesetzlich verboten. Rund 100.000 ehemalige Kindersoldaten wurden zwischen 2001 und 2006 demobilisiert. Inzwischen sind in über 100 Staaten körperliche Züchtigungen in Schulen verboten. Andererseits verweist terre des hommes auf noch immer große Missstände: Trotz Verbot der Genitalverstümmelung werden in 26 Ländern Afrikas und im Jemen täglich 8.000 Mädchen beschnitten. Trotz Demobilisierung ist der Einsatz von 250.000 Kindersoldaten in 19 Konfliktgebieten dokumentiert. Täglich sterben 16.000 Kinder unter fünf Jahren (Stand 2015, 2002 waren es noch 25.000), die meisten an Krankheiten wie Durchfall, Masern oder Lungenentzündung. Hunderttausende Kinder infizieren sich jährlich mit dem HI-Virus. In den Entwicklungsländern ist jedes vierte Kind unter fünf Jahren untergewichtig und bleibt deshalb in seiner körperlichen und geistigen Entwicklung zurück. Das Recht auf Bildung ist vielen Kindern verwehrt. Etwa 75 Millionen Kinder besuchen keine Schule, mehr als die Hälfte davon sind Mädchen. Mehr als fünf Millionen Kinder leiden unter Zwangsarbeit oder Schuldknechtschaft und jährlich werden über eine Million von Menschenhändlern verkauft. Vermutlich mehr als 1,8 Millionen Minderjährige werden sexuell ausgebeutet für Prostitution und Pornografie. Weltweit sitzen eine Million Menschen unter 18 Jahren in Haftanstalten ein.

## Europäische Union
Der Vertrag von Lissabon, Artikel 2, verpflichtet die EU, den Schutz der Rechte des Kindes zu fördern. Die Charta der Grundrechte der Europäischen Union legt fest:
Artikel 24 Rechte des Kindes
(1) Kinder haben Anspruch auf den Schutz und die Fürsorge, die für ihr Wohlergehen notwendig sind. Sie können ihre Meinung frei äußern. Ihre Meinung wird in den Angelegenheiten, die sie betreffen, in einer ihrem Alter und ihrem Reifegrad entsprechenden Weise berücksichtigt.
(2) Bei allen Kinder betreffenden Maßnahmen öffentlicher Stellen oder privater Einrichtungen muss das Wohl des Kindes eine vorrangige Erwägung sein.
(3) Jedes Kind hat Anspruch auf regelmäßige persönliche Beziehungen und direkte Kontakte zu beiden Elternteilen, es sei denn, dies steht seinem Wohl entgegen.
Mit ihrer EU-Agenda für die Rechte des Kindes von 2011 bestätigt die EU ihre Absicht, dass Maßnahmen der EU, die Kinder mittelbar oder unmittelbar betreffen, so konzipiert, umgesetzt und überwacht werden, dass sie dem Grundsatz des Kindeswohls, wie er in dieser Charta und der UN-Kinderrechtskonvention verankert ist, gerecht werden.

## Einzelne Länder

### Deutschland

#### Einfaches Recht
In der Bundesrepublik Deutschland hat der Bundesrat erst im Frühjahr 2010 für eine Kehrtwende hinsichtlich der Kinderrechte gesorgt, indem er für die Rücknahme der 1992 ratifizierten Vorbehaltserklärung zur UN-Kinderrechtskonvention votierte. Bis zu dieser Entscheidung stand also nicht nur in Entwicklungsländern, sondern auch im Fall von Deutschland die konsequente Umsetzung der UN-Konvention aus. Flüchtlingskinder verloren beispielsweise zuvor mit Vollendung des 16. Lebensjahres ihr Recht als Kinder im Sinne der Gesetzgebung zu gelten. In der Praxis bedeutete diese Einschränkung, dass unbegleitete minderjährige Flüchtlinge im Alter zwischen 16 und 18 Jahren in Deutschland asylverfahrensrechtlich wie Erwachsene behandelt wurden und deswegen in Abschiebehaft genommen werden konnten. Damit hat die bundesdeutsche Gesetzgebung Jahre lang gegen das Gebot der Nichtdiskriminierung verstoßen, nach dem allen Kindern die gleichen Rechte zugestanden werden müssen.
Zudem kritisierte das Bundesverfassungsgericht in seinem Grundsatzurteil vom 9. Februar 2010, dass bei der bisherigen Berechnung der Hartz-IV-Regelsätze kein kindspezifischer Bedarf ermittelt wird. Derzeit leiten sich die Bedarfssätze für Kinder von den Regelsätzen der Erwachsenen ab. Das Gericht stellte jedoch klar, dass „Kinder keine kleinen Erwachsenen sind“. Die Bundesregierung ist demnach aufgefordert, die Hartz-IV-Regelsätze neu zu berechnen – sowohl für Erwachsene als auch für Kinder.
Zur Wahrung der Kinderrechte in Deutschland haben sich bundesweit rund 100 national tätige Organisationen und Initiativen zur National Coalition Deutschland zusammengeschlossen. Zu diesem Zweck ist regelmäßig ein Alternativ- oder Parallelbericht zu verfassen, in dem die offiziellen Informationen der Regierung kritisch kommentiert und ergänzt werden. Dabei sind die Bundesregierung (Vertretung der Bundesrepublik Deutschland) und die National Coalition Deutschland (prozessbegleitende Nichtregierungsorganisation) für die völkerrechtliche Verantwortung und das strategische Management zuständig. Die Datenerhebung und Berichterstattung übernehmen das Deutsche Jugendinstitut und das Deutsche Institut für Menschenrechte sowie das Bundesministerium für Familie, Senioren, Frauen und Jugend. Verantwortlich für das Beschwerdemanagement sind der Petitionsausschuss des Deutschen Bundestages sowie die Kinderkommission des Deutschen Bundestages als Beschwerdeanlaufstelle. Die Bewertung und Einschätzung von Zukunftsperspektiven nehmen auf nationaler Ebene die Kinderkommission wie der Menschenrechtsausschuss des Deutschen Bundestages, die Bundesregierung und die Nationale Konferenz für die Rechte des Kindes (Gremium ausgewählter Persönlichkeiten) vor.
Insgesamt ist für Deutschland zu bilanzieren, dass sich seit Ende des Zweiten Weltkrieges ein gravierender Wandel vollzogen hat: Kinder werden heute rechtlich nicht mehr als Objekte, sondern als Subjekte, d. h. Träger eigener Rechte anerkannt.
Während die Erziehung im Nationalsozialismus vom Säuglingsalter an auf Härte angelegt war, darauf abzielte, den Willen des Kindes zu brechen, rassistische Inhalte zu vermitteln und Nationalsozialisten millionenfach Kinder ermordeten, wurden mit Inkrafttreten des Grundgesetzes für die Bundesrepublik Deutschland 1949 erste auf Kinder bezogene Rechte verbindlich: unter anderem der Schutz der Familie (Art. 6 GG) und das Recht auf die freie Entfaltung der Persönlichkeit (Art. 2 GG); dabei blieben Kinder als eigenständige Rechtssubjekte jedoch unerwähnt.
Vor allem die Kinderladenbewegung brachte in den 1970er Jahren in Deutschland die Diskussion um die antiautoritäre Erziehung und damit auch die Kinderrechte auf die Tagesordnung. In Folge wurde im Jahr 1973 die körperliche Züchtigung an bundesdeutschen Schulen verboten – wobei nach einem OLG-Urteil in Bayern von 1979 auch weiterhin ein gewohnheitsrechtliches Züchtigungsrecht bestand. In der DDR war diese bereits seit 1949 untersagt.
Im Zuge der umfassenden Sorgerechtsreform im Jahre 1980 wurde die „elterliche Gewalt“ von der „elterlichen Sorge“ abgelöst. Zudem wurde der § 1626 Abs. 2 in das Bürgerliche Gesetzbuch (BGB) eingefügt, der erstmals ein Mitspracherecht von Kindern und Jugendlichen bei allen Kindschaftssachen, die sie betreffen, verbindlich machte.
Im nach der deutschen Wiedervereinigung eingeführten (und in modifizierter Form bis heute gültigen) Kinder- und Jugendhilfegesetz (KJHG) werden Kinder explizit als Träger eigener Rechte verstanden. Deutlich wird dies beispielsweise in dem von den Eltern unabhängigen Beratungs- und Betreuungsanspruch der Kinder durch das Jugendamt oder in dem 1996 ergänzten Rechtsanspruch auf einen Kindergartenplatz für jedes dreijährige Kind (statt für die Eltern).
Mit dem Kindschaftsrechtsreformgesetz von 1998 wurden zum einen eheliche und nichteheliche Kinder weitestgehend gleichgestellt, zum anderen bekamen Kinder das Recht auf Umgang mit beiden Eltern (§ 1684 Abs. 1 BGB), sowie die Möglichkeit, Kindern in Verfahren, welche die elterliche Sorge betreffen, einen Verfahrenspfleger (seit 1. September 2009: Verfahrensbeistand) als „Anwalt des Kindes“ zur Seite zu stellen.
Das 2000 in Kraft getretene Gesetz zur Ächtung von Gewalt in der Erziehung sichert Kindern in Deutschland auch in der Familie das Recht auf eine gewaltfreie Erziehung zu. Damit gibt es in Deutschland kein Züchtigungsrecht der Eltern mehr.
Problematisch bleiben so umfangreiche Aktivitäten wie Sport treiben im Verein, die an sich sehr positiv sind, durch Beschimpfung, Bedrohung, Mobbing durch Trainer und andere Sportler jedoch Kinderrechte beeinträchtigen können.
Ein Kinderwahlrecht lehnt das Bundesverfassungsgericht ab.

#### Verankerung von Kinderrechten im Grundgesetz
Über die Aufnahme von Kinderrechten in das Grundgesetz wird seit der Ratifizierung der Kinderrechtskonvention der Vereinten Nationen (UN-KRK) durch Deutschland im Jahr 1992 rechtspolitisch gestritten.
Trotz der zweimaligen Aufforderung (1994 und 2004) durch den UN-Ausschuss für die Rechte des Kindes steht die explizite Aufnahme von Kinderrechten in das Grundgesetz der Bundesrepublik Deutschland noch aus. Die Bundesrepublik komme deshalb der in Art. 4 der UN-KRK enthaltenen Verpflichtung, alle geeigneten Gesetzgebungs- und Verwaltungsmaßnahmen „zur Verwirklichung der in diesem Übereinkommen anerkannten Rechte“ zu treffen, nicht im vollen Umfang nach. Mit der Aufnahme der Kinderrechte als Grundrechte in das Grundgesetz könne Deutschland zugleich die Charta der Grundrechte der Europäischen Union (Art. 24) in nationales Recht umsetzen.
Die Grundrechte des Grundgesetzes gelten jedoch nach heutigem Verständnis unterschiedslos für jedes Alter. Kinder und Erwachsene sind gleichermaßen Rechtssubjekte und Grundrechtsträger. Nach dem Wortlaut des Art. 6 Abs. 2 GG („Pflege und Erziehung der Kinder sind das natürliche Recht der Eltern und die zuvörderst ihnen obliegende Pflicht“) könnte man allerdings meinen, Kinder seien nur Objekte elterlicher Erziehung. Das Bundesverfassungsgericht hat jedoch klargestellt, dass dem Kind „die Grundrechte […] als eigene Rechte zukommen […]“ und das Kind „ein Wesen mit eigener Menschenwürde und einem eigenen Recht auf Entfaltung seiner Persönlichkeit ist.“ Besonders betont hat das Gericht das Recht auf Leben und auf körperliche Unversehrtheit von Kindern und deren Recht auf freie Entfaltung der Persönlichkeit. Vor allem in Sorgerechtsstreitigkeiten steht Kindern das Grundrecht auf rechtliches Gehör zu. Außerdem besteht ein Recht des Kindes auf „elterliche Pflege und Erziehung“. Adressat dieses „subjektiven Gewährleistungsrechts“ des Kindes ist der Staat. Aus Art. 2 Abs. 1 in Verbindung mit Art. 7 Abs. 1 GG folge zudem „ein Recht der Kinder und Jugendlichen gegenüber dem Staat, ihre Entwicklung zu einer eigenverantwortlichen Persönlichkeit auch in der Gemeinschaft durch schulische Bildung zu unterstützen und zu fördern (Recht auf schulische Bildung).“
Kinderspezifische Bestimmungen gibt es zudem in fast allen Landesverfassungen.
Ein Bedürfnis für die Aufnahme von „Kindergrundrechten“ in das Grundgesetz bestehe daher nicht, weil das geltende Recht Kindern bereits heute einen umfassenden Grundrechtsschutz gewährleiste und keine Schutzlücke bestehe. Da zudem die UN-Kinderrechtskonvention keine völkerrechtlich bindende Verpflichtung zum Schutz des ungeborenen Lebens schaffe, befürchten Kritiker, ungeborene Kinder könnten zu „Menschen zweiter Klasse“ werden, sollten die im Grundgesetz zu verankernden Kindergrundrechte erst von Geburt an gelten. Ebenso gibt es die Sorge, die Einbeziehung ungeborener Kinder in das Vorhaben „Kindergrundrechte“ könne zu Lasten des Selbstbestimmungsrechts schwangerer Frauen gehen und in der politischen Diskussion jene bestärken, die striktere Regeln zum Schwangerschaftsabbruch befürworten.
Nachdem der Koalitionsvertrag für die 19. Legislaturperiode vorsah, ein Kindergrundrecht zu schaffen und im Grundgesetz ausdrücklich zu verankern, legte die Bundesregierung am 20. Januar 2021 einen entsprechenden Gesetzentwurf vor. Auch der Koalitionsvertrag für die 20. Legislaturperiode sieht vor: „Kinder haben eigene Rechte, die wir im Grundgesetz verankern werden“ und sieht vor, Kinderrechte ausdrücklich im Grundgesetz zu verankern, orientiert an den Vorgaben der UN-Kinderrechtskonvention.
Vorausgegangen waren mehrere Gesetzesinitiativen verschiedener Bundestagsfraktionen, außerdem ein Entwurf aus dem Bundesministerium der Justiz und für Verbraucherschutz. Der Kinderschutzbund forderte die Aufnahme echter Kinderrechte statt nur einer Staatszielbestimmung. Die evangelische arbeitsgemeinschaft familie legte einen Alternativvorschlag vor, mit dem Ziel, einen Kompromiss zwischen den verschiedenen Positionen der Fraktionen anzuregen: Die explizite Formulierung eines neuen Kindergrundrechtes lediglich durch Einfügen des Wortes „Kinder“ in Artikel 6 Absatz 1 sei eine rechtlich zurückhaltende Änderung des Grundgesetzes und vermeide die juristischen Probleme einer wörtlichen Übersetzung der UN-Kinderrechte aus dem englischen Originaltext. In Kombination mit einem Staatsziel, das die staatliche Gemeinschaft auf die tatsächliche Durchsetzung der Rechte des Kindes verpflichte, werde die tatsächliche Umsetzung der bereits rechtlich verbindlichen Kinderrechte aus der UN-Kinderrechtskonvention in der deutschen Rechtspraxis angestoßen. Die Verhandlungen zwischen den Fraktionen zum Erreichen der für Grundgesetzänderungen notwendigen Zweidrittelmehrheit in Bundestag und Bundesrat wurden jedoch im Juni 2021 ohne eine Einigung beendet.

#### Nationaler AktionsplanFür ein kindergerechtes Deutschland 2005–2010(NAP)
Bei dem nationalen Aktionsplan „Für ein kindgerechtes Deutschland“ handelt es sich um ein vielfältiges Maßnahmebündel, das Deutschland infolge der Vereinbarungen des zweiten Weltkindergipfels auf dem Weg gebracht hat.
Dabei stehen folgende sechs Ziele im Mittelpunkt:
1. Chancengerechtigkeit durch Bildung
2. Aufwachsen ohne Gewalt
3. Förderung eines gesunden Lebens und gesunder Umweltbedingungen
4. Beteiligung von Kindern und Jugendlichen
5. Entwicklung eines angemessenen Lebensstandards für alle Kinder
6. Internationale Verpflichtungen

Zwischen 2005 und 2010 standen in diesen Bereichen ca. 170 verschiedene Maßnahmen auf der Agenda. Eventuelle Probleme, Schwachstellen und Defizite müssen schnellstmöglich identifiziert und ausgebessert werden. Daneben besteht der wichtigste Handlungsbedarf auch in Zukunft darin, allen Kindern zu ihrem Recht zu verhelfen. Das bedeutet einerseits die Kinder weiter zu informieren und über ihre Rechte aufzuklären, und sie andererseits auch bei dem Gebrauch ihrer Rechte zu unterstützen. Diese Kernziele gelten über Deutschlands Grenzen hinaus.

### Österreich
Österreich hat die Kinderrechtskonvention am ersten Unterzeichnungstag, 26. Januar 1990, unterzeichnet. Am 6. August 1992 wurde das Abkommen ratifiziert und trat 30 Tage später formal in Kraft. Seither sind eine Reihe an Gesetzen beschlossen bzw. verändert worden, die der Konvention entsprechen. In Teilbereichen wurde die Konvention allerdings bis heute nicht umgesetzt. So wurden im 2011 beschlossenen Bundesverfassungsgesetz über die Rechte von Kindern nur acht von insgesamt 43 Paragraphen in die österreichische Verfassung aufgenommen. Aufgrund eines Erfüllungsvorbehalts ist die Kinderrechtskonvention selbst zudem nicht direkt anwendbar, das heißt, Gerichte und Behörden können sich bei Entscheidungen nicht direkt auf sie berufen.

## Kinderhilfs-Organisationen
- AKIK (Aktionskomitee Kind im Krankenhaus e. V.)
- Bundesfachverband unbegleitete minderjährige Flüchtlinge
- Children for a better World e. V.
- CRAF – Child Rights Advocacy Foundation
- Defence for Children International
- Deutsches Kinderhilfswerk
- Deutscher Kinderschutzbund
- ECPAT
- Festival for Children’s Rights
- Jugend Eine Welt
- Kinderhilfswerk Dritte Welt
- Kindernothilfe e. V.
- Kinderrechte Afrika
- Kinderrechteforum
- Kinderschutzzentren
- Krätzä
- Manthoc
- Österreichische Kinderfreunde
- Plan International
- Right to Play
- Save the Children
- SOS-Kinderdorf
- terre des hommes
- UNICEF
- UNESCO